# Huelga ferroviaria de septiembre de 1969
La huelga ferroviaria de septiembre de 1969, también llamado Segundo Rosariazo, fue una medida de fuerza de alcance nacional realizada en Argentina con epicentro en la ciudad de Rosario, de 19 días de duración, que tuvo como desenlace la sanción aplicada por la intervención militar en la empresa estatal Ferrocarriles Argentinos al Delegado Administrativo y representante ante la CGT Mario Horat. 

## Antecedentes
Los trabajadores ferroviarios de Talleres Rosario y Pérez de la línea General Bartolomé Mitre, se autoconvocaron en el local del gremio La Fraternidad seccional Rosario Mitre en el mes de mayo de 1969, dando nacimiento a un movimiento semiclandestino integrado por delegados de cada taller y área de trabajo, al margen de las autoridades del sindicato Unión Ferroviaria, que en ese momento eran los integrantes de la intervención decretada por el general Juan Carlos Onganía en 1967. 
Mario J. Horat, administrativo del Depto. Contabilidad, de 33 años, nieto, hijo y sobrino de ferroviarios, ingresó a la empresa a los 17 años. Enrolado en la tendencia del peronismo combativo, fue designado Secretario del nuevo movimiento, al que contribuyó a organizar y para el cual propuso designarlo como “Cuerpo de Delegados Seccional Rosario Mitre”. El movimiento estaba inspirado en las consignas del Congreso Normalizador de la C.G.T. “Amado Olmos” realizado entre el 28 y el 30 de marzo del año 1968 que expresaban:
- MAS VALE HONRA SIN SINDICATOS, QUE SINDICATOS SIN HONRA.
- UNIRSE DESDE ABAJO Y ORGANIZARSE COMBATIENDO.

Ambas centrales obreras existentes: la CGT de los Argentinos y la CGT Azopardo (Grupo de los 20) convocan a un Paro Nacional para el día 30 de mayo de 1969. Las dos CGT de Córdoba disponen ampliarlo con movilización a partir de las 11 de la mañana del día 29, fecha en que comienza el Cordobazo.
El día posterior, 30 de mayo, los ferroviarios de Rosario acatan el Paro Nacional, después de casi dos años de no acompañar las medidas de fuerzas tanto locales como nacionales.

### Elección de delegado ante la C.G.T.
En junio de 1969 una asamblea de ferroviarios realizada en los garajes de A.T.E. Borghi (Barrio Arroyito) convocada por el Cuerpo de Delegados, presidida por dos de los cinco secretarios generales de la C.G.T. unificada de Rosario eligió a Mario Horat delegado ante los plenarios de esa Delegación Regional Cegetista en representación de los afiliados de la Unión Ferroviaria Rosario Mitre. En dicha asamblea se encontraban presentes varios integrantes de la ex Comisión Ejecutiva, incluso el hasta ese momento representante en el cargo elegido.

### La sanción
En septiembre de 1969 los trabajadores de la Unión Ferroviaria Secc. Rosario fueron notificados, de una sanción de apercibimiento por haber acatado el paro nacional del 30 de mayo. De acuerdo a lo establecido en el art. 14 del Escalafón y art. 17 del Reglamento de Disciplina para el personal ferroviario, más de 5.000 agentes se negaron a firmar la notificación. 
Por esa negativa, y únicamente a Mario Horat se le aplicaron diez días de suspensión a partir del 8 de septiembre; pese a que con 16 años de servicio no tenía sanciones anteriores. Se violaba así el Reglamento de Disciplina, que establecía para estos casos la comparecencia de otro personal de jefatura como testigo de la notificación y el archivo de las actuaciones.
Los delegados iniciaron contactos oficiosos con sus jefaturas para que se reviera la medida, por lo que Horat concurrió a trabajar, y como no acata la orden de su jefe para que se retire, es desalojado del lugar 45 minutos después por la Policía Federal, sin que ello implicara su detención.
Ante esos hechos los trabajadores iniciaron un paro de brazos caídos en sus lugares de trabajo en tanto se convoca a una Asamblea de Delegados a las 18, en el local de la Delegación Rosario de la CGT.
A la finalización de esa jornada laboral, la empresa despliega en transparentes este comunicado: "Será descontado de los haberes este día de inactividad. Se conmina a deponer la actitud y se advierte que no se permitirá el acceso a los lugares de trabajo en el día de mañana si se persiste en el paro de brazos caídos. Los trabajadores que no efectúen sus tareas, serán desalojados del ámbito ferroviario. Se aplicará la Ley 14467 de Defensa Civil."

## Declaración de huelga
Una asamblea, en la cual Horat no participa dado su interés personal, dispuso un paro por 72 horas, que podría prorrogarse hasta que se anule la sanción. Adhirieron los obreros de Talleres Villa Diego, los del sindicato de Señaleros y el de conductores de trenes La Fraternidad seccionales Rosario Mitre, disponiendo además estos últimos un paro de 24 horas, que se fue prorrogando día a día hasta la finalización del conflicto. En esta forma el paro abarcaba más de 7500 trabajadores.
El Secretariado de la CGT Rosario, a su vez declara en estado de alerta a todas las organizaciones gremiales que la componen, convoca a un plenario de gremios para el día 10 de septiembre de 1969, en su local a las 20:00, exhorta al gremio de conductores de trenes La Fraternidad y a la Asociación de Señaleros a adherirse a las medidas tomadas y comunican las decisiones a la "Comisión Nacional de los 20".
En ese plenario se declara un paro general de 38 horas con movilización, en la ciudad de Rosario para los días 16 y 17 de septiembre en apoyo a los trabajadores ferroviarios. Dirigentes de la C.G.T de la ciudad de Córdoba adhieren a la medida e impulsan una igual para esa ciudad.
En la Capital Federal exdirectivos de la Unión Ferroviaria intervenida, declaran un paro general de la actividad en todo el país para el día 16 de septiembre.
El Presidente del Consejo Departamental del Movimiento Nacional Justicialista en un comunicado de prensa publicado en los medios escritos, expresa su solidaridad y la del Consejo con la lucha de los trabajadores del riel.

### Suspensiones y conflictos internos
Las autoridades de Ferrocarriles Argentinos, militares en actividad, responden anunciando la aplicación de una suspensión de 30 días a todo personal que se adhiriese a la huelga, pero el personal sigue el paro, por lo que aquellas ordenan el cierre de los Talleres Rosario y Pérez por el mismo tiempo de la suspensión anunciada.
Ante el cariz de los acontecimientos y el intento de copamiento de la conducción de la huelga por algunos exdirigentes integrantes de la Comisión Ejecutiva intervenida, los delegados deciden que Horat se haga cargo de la conducción de la lucha junto a los demás integrantes de la mesa, en razón de la experiencia militante que tenía, ser conocido en el gremio de la línea del ferrocarril Mitre y otras, y estar relacionado con dirigentes de sindicatos locales y del orden nacional. 
Horat (no queriendo ser juez y parte) ofreció esa conducción a conocidos activistas peronistas de los Talleres de Rosario y de Pérez que no aceptan, por lo que toma la conducción junto a una decena de compañeros.
Una de sus primeras medidas fue enviar a gran cantidad de seccionales de la U.F. de todo el país un mensaje personal requiriendo solidaridad y resistencia, a la vez que convoca un congreso clandestino, en la ciudad de Rosario, en fecha y lugar nunca revelados. Designa además como vocero peronista del Cuerpo de Delegados en las Asambleas, a Nicolás R. de los talleres de Pérez, que juega un rol importante.
El paro ferroviario se fue extendiendo primero a las seccionales vecinas de la Unión Ferroviaria, Fraternidad y Señaleros, para luego alcanzar las más lejanas como San Martín, Victoria y Tucumán, puntas de rieles del ferrocarril Mitre. Más tarde se suman seccionales de las distintas líneas ferroviarias: Roca, San Martín, Sarmiento, Urquiza, y muy pocas del Belgrano. 
Desde el inicio adhirieron las seccionales: Villa Diego, Córdoba, Villa Constitución, Pergamino, San Nicolás, Cañada de Gómez y Casilda, del Mitre.

### Sabotajes
En algunos lugares ferroviarios del país, donde no era posible adherirse a la huelga se produjeron actos de sabotaje que causaron daños materiales y obstrucciones, aunque no víctimas humanas, que fueron calificados de "hechos terroristas" por las autoridades de Ferrocarriles y de "resistencia popular" por algunos dirigentes ferroviarios, según declaraciones periodísticas de la época.

### Adhesiones
Hubo adhesiones de Federaciones y Centros de Estudiantes Secundarios y Universitarios, Partidos Políticos, Instituciones, Colegios de Profesionales, C.G.T. de los Argentinos, Sindicatos, Agrupaciones gremiales, 62 Organizaciones local y nacional, Delegaciones Regionales de la C.G.T., Comisión Sindical Nacional de los 20, Comisión Nacional Agrupaciones Ferroviaria y Ferroportuaria Peronistas; importantes personalidades, como las del Gral. Perón (exiliado en España), quien envía a Horat una extensa carta, por intermedio del Mayor Pablo Vicente Delegado del Comando Superior Peronista, (exiliado en el Uruguay), donde le expresa su afecto y solidaridad por la valiente y decidida lucha contra la dictadura, extensivo a todos los Delegados y trabajadores en lucha. Terminado el conflicto fue recibido por su Delegado Personal Jorge Daniel Paladino en la Capital Federal y por el Mayor Pablo Vicente en la ciudad de Montevideo.
Los trabajadores llegan a ser movilizados militarmente y sometidos a tribunales militares bajo el Código de justicia militar, que contempla hasta la pena de muerte a los cabecillas del conflicto, lo que obliga a la decena de integrantes de la conducción de la lucha y a muchos ferroviarios (particularmente los conductores de trenes) a abandonar sus hogares y refugiarse donde no pudieran ser hallados.

### Opiniones divergentes
A más de las recaudaciones voluntarias de dinero que hacían los propios ferroviarios -para imprimir volantes, viajes a distintas seccionales ferroviarias del país, movilidad local, etc.- recibían modestos aportes y ayuda como: albergue, alimentos y comunicaciones de sindicatos locales. Algunos ferroviarios colaboradores de la intervención militar de la Unión Ferroviaria (Nueva Corriente de Opinión - Participacionistas) - afirmaron "que los huelguistas recibían apoyo económico desde Moscú a través del Partido Comunista" y el interventor de Ferrocarriles Argentinos a través de solicitadas publicadas en los principales medios escritos del país,  calificó a los huelguistas de "agentes del comunismo internacional que quieren reemplazar la azul y blanca por el trapo rojo". 
En el mes de octubre de 1969 la agencia Télam difundió la noticia de que Horat había viajado a Estados Unidos, becado por el gobierno, información luego desmentida en los diarios de la época.

## Consecuencias
En el transcurso del conflicto hubo amenazas a dirigentes y familiares (algunos debieron evacuarlos de sus viviendas o sacarlos de la ciudad) y hasta una falsa convocatoria a Asamblea General el día 16 de septiembre de 1969 a las 9 horas en el local de calle Crespo al 100 para levantar la huelga y así desarticular el paro activo con movilización de 36 h declarado por la C.G.T. de Rosario, en favor de la lucha que venían sosteniendo; contando con la adhesión de Regionales del interior del País, como Córdoba, Santa Fe, Villa Constitución y otras. La información periodística y radial, posteriormente al paro señaló el hecho como un ardid de algunos dirigentes para juntar trabajadores ferroviarios para la movilización.
La maniobra fue desbaratada por la propia conducción del Cuerpo de Delegados que a horas tempranas se apersonaron en el local de citación, para alertar a los trabajadores que habían escuchado en la madrugada la convocatoria en las emisoras de radio y de buena fe se allegaban.
Para la realización de la protesta organizada por la C.G.T., Horat debió concurrir a una gran cantidad de Asambleas realizadas en locales de varios sindicatos, cuyos afiliados requerían escuchar al dirigente ferroviario para adherir o no a la movilización. Entre ellos Luz y Fuerza, Telefónicos, Asociación Trabajadores del Estado, Molineros, Seguro, Vidrio, Ceramistas, Bancarios, Madera, Obras Sanitarias, Calzado y algunos más. 
La huelga se extendió por 19 días teniendo alcance nacional. Siendo una de las más prolongadas, de gran conmoción, y desencadenante del segundo Rosariazo.

## Levantamiento del paro
El paro nacional activo de 36 horas con movilización  a realizarse los días 1 y 2 de octubre de 1969 en solidaridad con la lucha y resistencia de los ferroviarios y otras reivindicaciones fue dejado sin efecto. Los dirigentes participacionistas "nueva corriente de opinión" habían declarado para esa fecha un paro por 48 horas.
El día 25 a primeras horas de la noche el presidente de facto general Juan Carlos Onganía concedió una audiencia a lo que quedaba de la comisión de los 20 y los intima a levantar el paro incondicionalmente. En la madrugada del día 26 los dirigentes realizan un plenario de gremios en el que 24 delegados contra 12 y 2 abstenciones resuelven suspender el paro del 1º y 2 de octubre. 
El dirigente que presidía hizo una exposición tétrica sobre lo que podría ocurrir de materializarse el paro. Imaginó a las fuerzas de represión "usando las armas de fuego" con las que amenazó el bando del Consejo Nacional de Seguridad, y en el cuadro de horror que expuso levantaba cadáveres en cada frase.
Esta suspensión fue considerada como una defección por algunos gremialistas y ocasionó algunas renuncias en la Mesa Coordinadora Nacional de las 62 Organizaciones Peronistas que había sido creada meses antes por sugerencia de Perón para unificar al movimiento obrero fracturado en la C.G.T. de los Argentinos y la CGT Azopardo (Grupo de los 20). Como así también a las 62 Organizaciones con las 62 de Pie Junto a Perón.

### Asamblea General
Se realizó una multitudinaria Asamblea General a partir de las 18.00 del día 26 de septiembre, en la sede de La Fraternidad Sec. Rosario Mitre con la participación de aproximadamente más de 5000 personas, que desbordaban las instalaciones ocupando gran parte de la calle. Además de los trabajadores ferroviarios de la U.F. (únicos con voz y voto), había trabajadores de La Fraternidad, Señaleros, seccionales ferroviarias vecinas, seccionales de Córdoba y Pergamino Mitre, jóvenes y estudiantes de distintas organizaciones universitarias y secundarias, miembros de la C.G.T. y dirigentes gremiales de varias organizaciones. 
Después de 19 días de conflicto se expuso el siguiente cuadro de situación a los asambleístas. Se había suspendido sin fecha el paro general nacional de 36 horas del 1º y 2 de octubre declarado por la C.G.T. Azopardo; los compañeros de La Fraternidad Seccional Rosario Mitre, que habían acompañado a los huelguistas desde el inicio del conflicto, habían levantado la huelga horas antes y se tenía información de igual actitud del Sindicato de Señaleros; habían cesado los paros solidarios que realizaban las distintas seccionales de la línea (Córdoba, Pergamino, Tucumán, San Martín, Victoria y otras) y sólo persistían en las Seccionales vecinas: Villa Diego, Cañada de Gómez, Casilda y otras.
Por otra parte, con la intermediación del Vicepresidente del ISSPF (Obra Social ferroviaria) y La Fraternidad (Sede central), por cuanto los militares interventores se negaban a una salida negociada, el Poder Ejecutivo Nacional de facto había garantizado que no aplicaría sanción alguna por la huelga realizada, se daba por cumplida al momento de su aplicación, la sanción al delegado Mario J. Horat, se anulaban las sanciones impuestas durante las jornadas de paro, se comenzaría la normalización gremial de la Unión Ferroviaria, se analizarían algunas reivindicaciones gremiales y salariales y no se formalizaría ningún tribunal militar, ni se sometería a dicha jusridición a los ferroviarios que desconocieron el estado de movilización. 
La conducción del Cuerpo de Delegados sugirió a los asambleístas el levantamiento de la medida de fuerza a partir de la 0 hora del día siguiente 27 de septiembre, lo cual fue aprobado por amplia mayoría luego de un breve debate. 
Lo acordado se cumplió por las autoridades de la Empresa, produciéndose un cambio notable en el trato y consideración hacia los trabajadores por parte de las Jefaturas civiles y militares.

## Historia posterior
El 3 de abril del año 1974 Horat fue notificado por Ferrocarriles Argentinos que "En mérito a que la sanción de diez (10) días de suspensión que se le aplicara en el mes de septiembre de 1969 obedeció a razones de carácter gremial, se ha resuelto declarar extinguida dicha sanción, bajo el amparo de la ley de Amnistía Nº 20508 y del Decreto 1171/73 reglamentario de la misma".
Horat fue cesanteado por los militares el 28 de marzo de 1976, reincorporado el 17 de octubre de 1983 ("algo que no me gustó mucho, porque todavía estaba Bignone en la presidencia") y despedido el 31 de diciembre de 1993 luego de la privatización de los ferrocarriles decretada por el presidente Carlos Menem.